# Nong Qunhua
Nong Qunhua (chinesisch 農群華, * 16. März 1966) ist eine ehemalige Badmintonspielerin aus der Volksrepublik China.

## Karriere
Nong Qunhua gewann 1992 bei ihrer einzigen Olympiateilnahme Silber im Damendoppel mit Guan Weizhen. Siegreich waren beide bei den Asienspielen 1990. 1993 wurde die chinesische Paarung Weltmeister im Damendoppel.

## Sportliche Erfolge
| Saison | Veranstaltung     | Disziplin   | Platz | Name                       |
| ------ | ----------------- | ----------- | ----- | -------------------------- |
| 1984   | Polish Open       | Damendoppel | 1     | Gao Meifeng / Nong Qunhua  |
| 1990   | Asienspiele       | Damendoppel | 1     | Nong Qunhua / Guan Weizhen |
| 1991   | Weltmeisterschaft | Damendoppel | 1     | Guan Weizhen / Nong Qunhua |
| 1992   | Hong Kong Open    | Damendoppel | 1     | Nong Qunhua / Zhou Lei     |
| 1992   | Olympia           | Damendoppel | 2     | Guan Weizhen / Nong Qunha  |
| 1992   | All England       | Damendoppel | 2     | Guan Weizhen / Nong Qunha  |
| 1993   | Weltmeisterschaft | Damendoppel | 1     | Nong Qunhua / Zhou Lei     |